# Hugo Altendorff

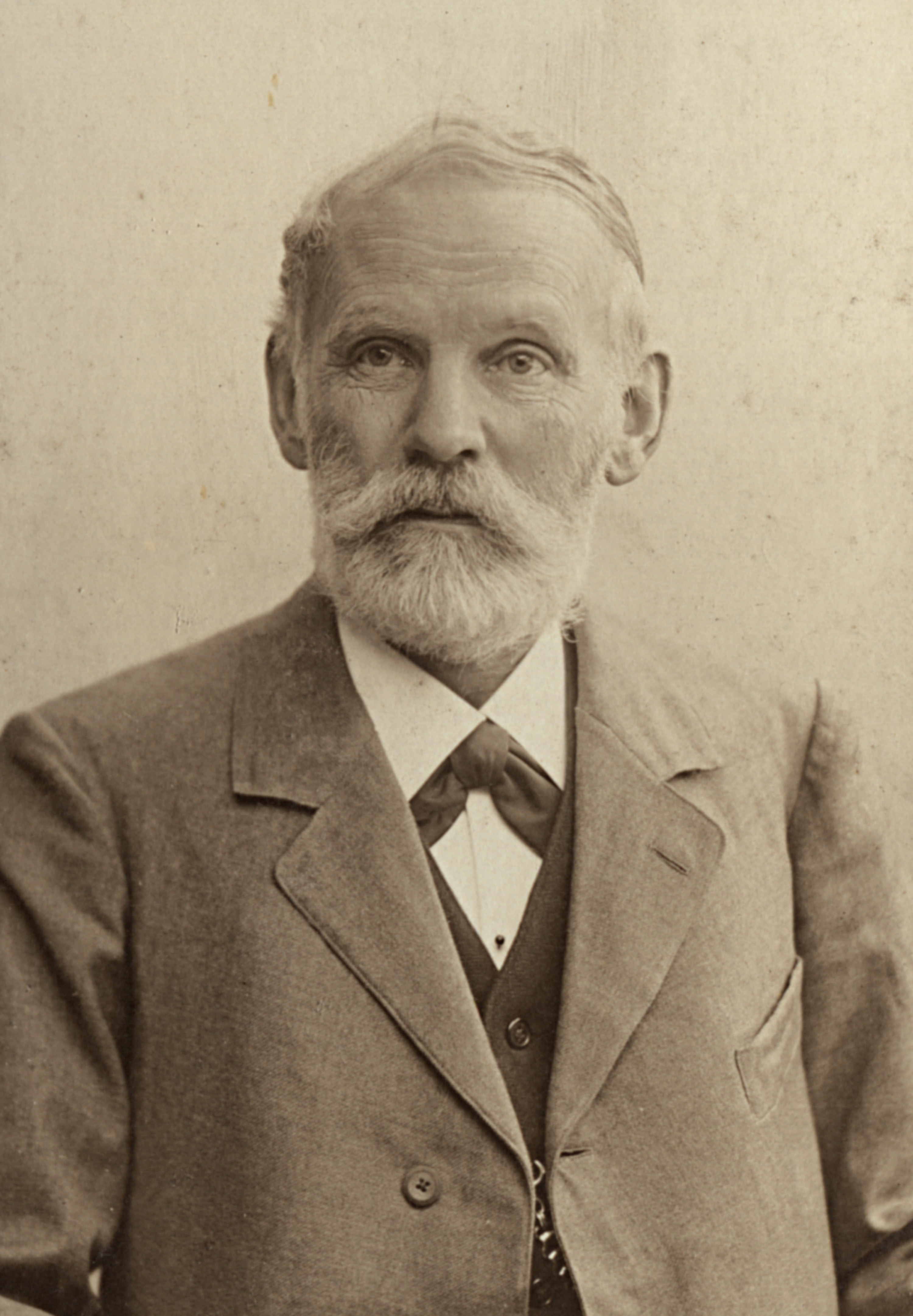
Hugo Altendorff

Hugo Altendorff (* 20. April 1843 in Leipzig; † 22. März 1933 ebenda) war ein deutscher Architekt und einer der meistbeschäftigten Kirchenbaumeister im 19. Jahrhundert in Sachsen. Er entwarf insgesamt 20 neue Kirchengebäude; 23 wurden von ihm restauriert und 49 umgebaut, wobei er den Stil der neugotischen Hallenkirchen mitbegründete und etablierte.

## Leben

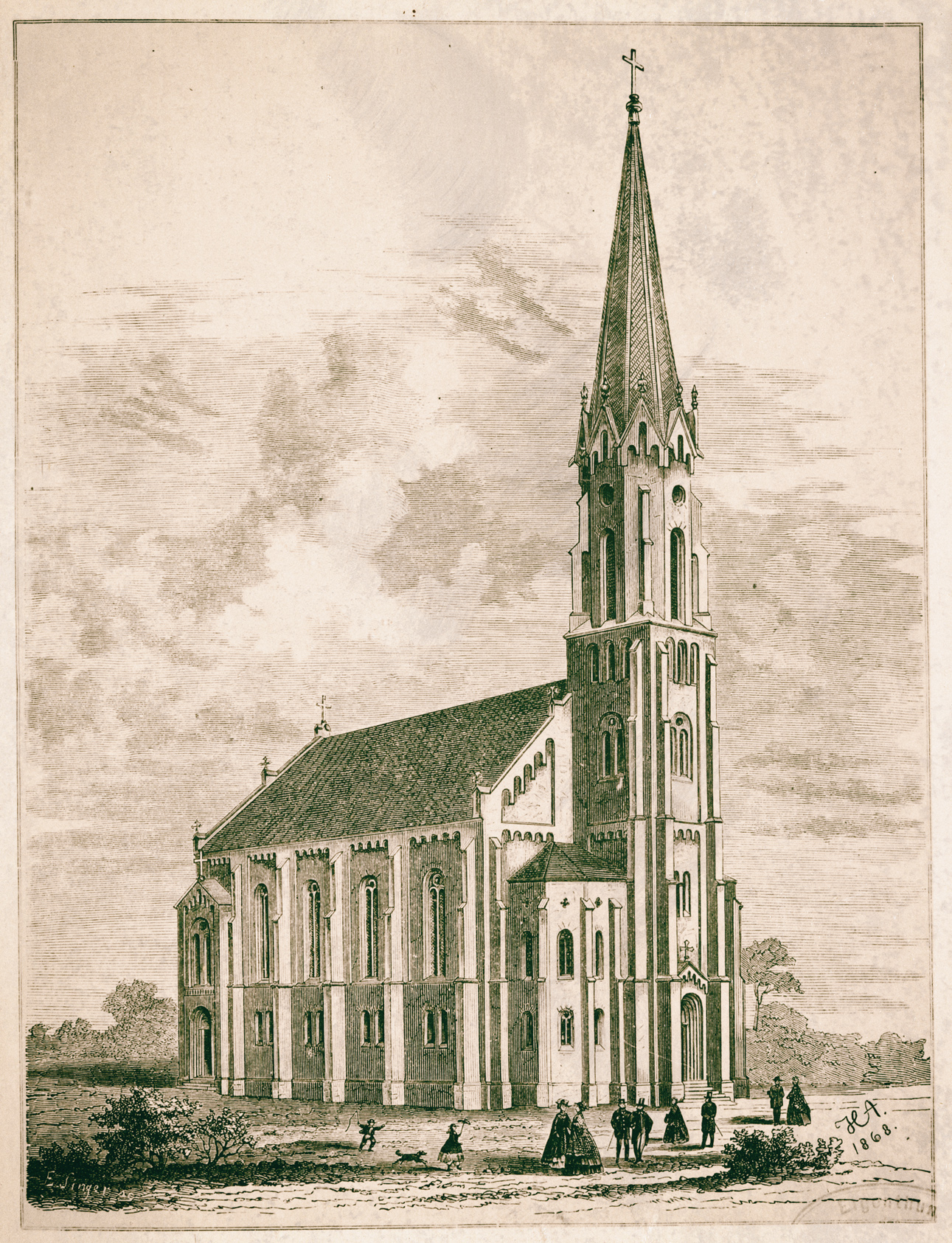
Erlöserkirche Thonberg (1869 eingeweiht, 1945 zerstört)

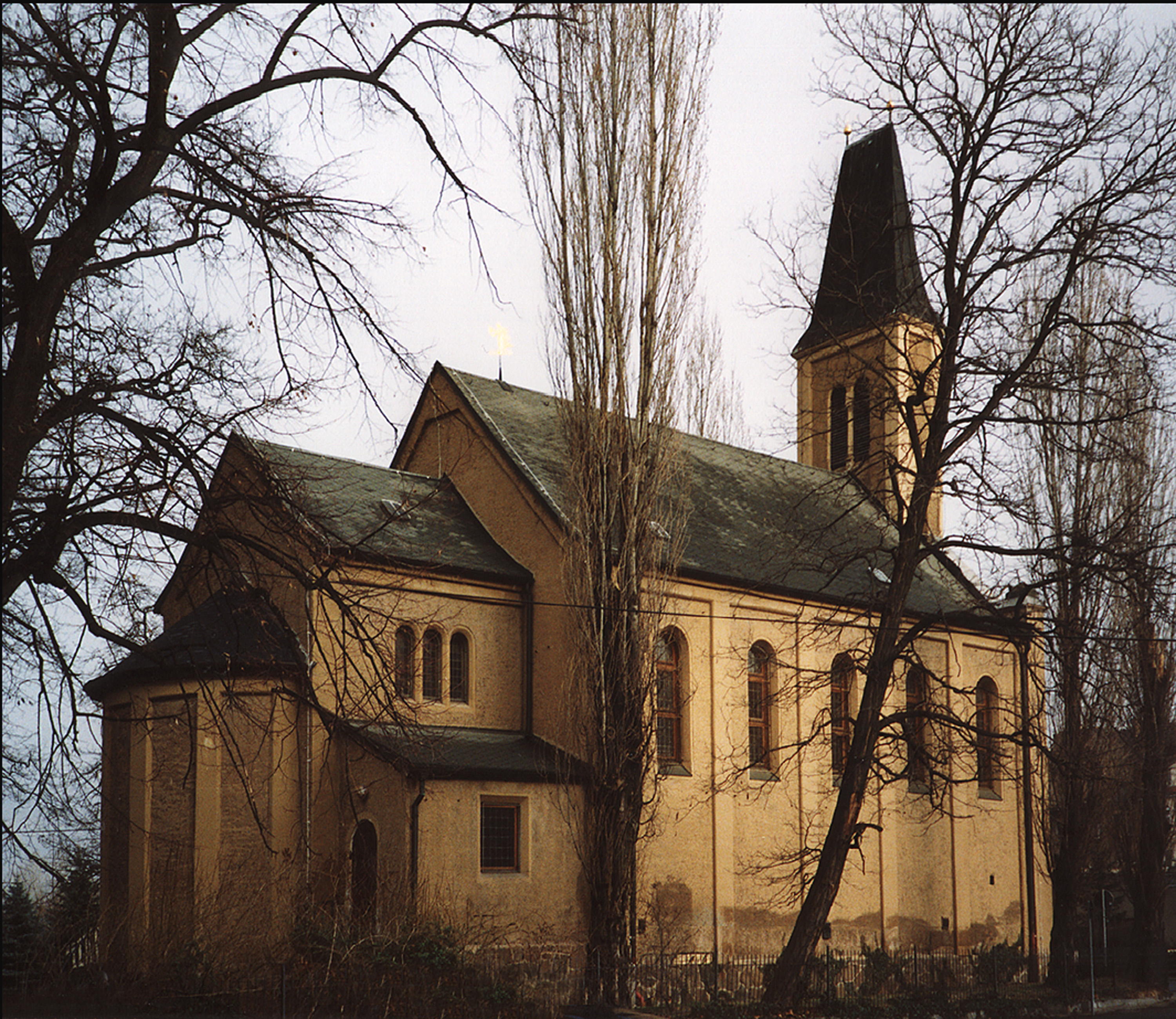
Gethsemanekirche Leipzig-Lößnig, 1877

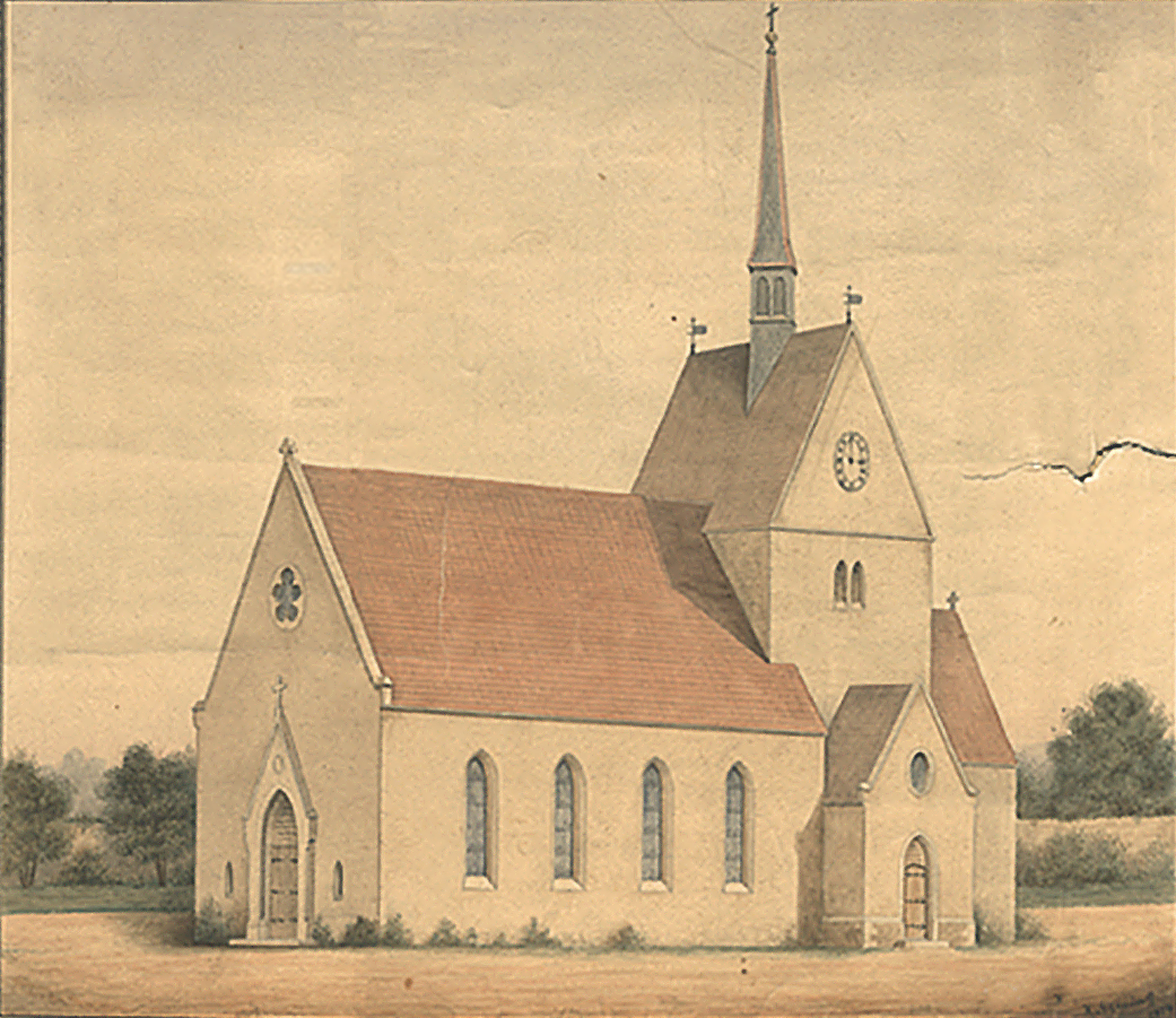
Kirche in Großsteinberg bei Grimma, Handzeichnung zu seinem partiellen Neubau, 1875

Hugo Altendorff wurde als Sohn des Stralsunder Buchhändlers Julius Friedrich Altendorff und der Schwester des Buchhändlers Anton Philipp Reclam, Cäcilie Reclam, in Leipzig geboren.
Nach dem Besuch der Leipziger Bürger- und Realschule erlernte er bei der Firma Handwerck sommers das Zimmermannshandwerk und besuchte winters die „Königliche Bauschule“ (heute HTWK) in Leipzig. Auf seiner Wanderschaft studierte er an den Bauschulen in Berlin, Nürnberg und München. 1867 bestand er das Bauexamen mit Auszeichnung.
Im selben Jahr wurde er bereits mit dem Neubau der Kirche in Leipzig-Thonberg beauftragt, die er als erste Leipziger Kirche im neugotischen Stil ausführte. Bereits dieser gelungene Kirchenneubau machte ihn über die Grenzen Leipzigs hinaus bekannt, so dass er in ganz Sachsen Aufträge bekam.
Altendorff schrieb in verschiedenen Büchern und Zeitschriften auch Fachartikel über eigene Kirchenbauten und -umbauten wie auch über Kirchen anderer Baumeister seiner Zeit und vertrat dabei seine neugotische Stilauffassung. Dies ist gut aus seinem Vortrag „Über die kirchliche Baukunst“ 1872 zu entnehmen. Dieser wurde später im Reclam-Verlag verlegt und blieb seine einzige Veröffentlichung in Buchform.
Im Jahre 1878 heiratete er Margarethe Handwerck, die Tochter seines ehemaligen Lehrherrn, mit der er später vier Kinder hatte.
Mit dem Aufkommen des Historismus im sächsischen Kirchenbau kam Altendorff jedoch bald aus der Mode, und so hörte er nach der Erneuerung seiner ersten Kirche in Leipzig–Thonberg 1888 auf, sich weiter mit dem Kirchenbau zu beschäftigen und entwarf nur noch kleinere Gebrauchsgebäude.
Im Alter von fast 90 Jahren verstarb Hugo Altendorff am 22. März 1933 in Leipzig.

## Gebäude

### Kirchen
Mit seinem Erstlingswerk, der evangelischen Erlöserkirche in Thonberg (1869, 1945 zerstört), gilt er als Begründer der „neugotischen Hallenkirche“. Die Gestaltung der Kirche als langgestreckter Bau und der imposante Turm machten ihn schnell bekannt, so dass er mit vielen weiteren Kirchenbauten, -umbauten und -erneuerungen beauftragt wurde. So schuf er im ähnlichen Stil in Leipzig-Gohlis die Friedenskirche (1873 eingeweiht), die eine der ältesten erhaltenen neugotischen Kirchen in Sachsen ist. Weitere Umbauten und Erneuerungen waren beispielsweise die barocke Kirche Zöbigker (1883 umgebaut, 1942 abgebrannt) und die Reformierte Kirche in Leipzig (1873). 
Auch die St.-Laurentius-Kirche in Markranstädt wurde in den Jahren 1871 bis 1874 nach seinen Gutachten und Entwürfen von 1870 umgestaltet. 1872 wurde unter Pfarrer Albert Fraustadt die Kirche Luppa in ihrer ursprünglichen Anlage vollständig erneuert, die Pläne dazu stammten von Hugo Altendorff. 1877 wurde nach dem Entwurf von Altendorff die neue Kirche zu Lößnig errichtet.
Seine einzige Kirche im Ausland ist die 1885–1886 errichtete Sasnowicer Kirche in Russland.
Insgesamt baute er 23 Kirchen neu, und 59 wurden von ihm umgebaut bzw. erneuert. Kritiker bemängeln jedoch, dass bei seinen zahlreichen Umbauten meist spätgotischer oder barocker Kirchen seinem puristischen Stil wertvolle Ausstattungen zum Opfer fielen, so etwa die barocke Innenausstattung der Wenzelskirche in Wurzen (1873/1874).

### Profanbauten
Neben seinen Kirchenbauten widmete sich Altendorff aber auch der Errichtung von Bauten wie dem Martinsstift, der Kinderbewahranstalt in Volkmarsdorf oder dem Carolabad (jeweils in Leipzig). Bis in die 1920er Jahre projektierte er Villenumbauten in Markkleeberg (z. B. in der Hauptstraße 34).

## Schriften
- Über die Kirchliche Baukunst des 19. Jahrhunderts. C. H. Reclam sen., Leipzig 1872.
- Über die kirchliche Glasmalerei. In: Christliches Kunstblatt für Kirche, Schule und Haus. Jahrgang 1872, Nr. 12 (vom 1. Dezember 1872), S. 181–193.
- Kirchenbauten im Königreich Sachsen. In: Deutsche Bauzeitung. 13. Jahrgang 1879, Nr. 28 (vom 9. April 1879), S. 144.
- (...) In: Das Jahr des Herrn. Kirchliches Jahrbuch der evangelischen Gemeinden Leipzigs. 1. Jahrgang 1927. (autobiografischer Artikel, Titel und Seitenangabe nicht ermittelbar)